# Vriesea billbergioides
Vriesea billbergioides är en gräsväxtart som beskrevs av Charles Jacques Édouard Morren och Carl Christian Mez. Vriesea billbergioides ingår i släktet Vriesea och familjen Bromeliaceae.

## Underarter
Arten delas in i följande underarter:
- V. b. ampla
- V. b. billbergioides
- V. b. subnuda